# Oscypek
L’oscypek est un fromage polonais (pluriel : oscypki, oszczypki) que l'on trouve également en Slovaquie (où il est appelé oštiepok, pluriel : oštiepky). Il est fait de lait de brebis auquel est ajouté du lait de vache. Les montagnards disent qu'il faut un maximum de 40 % de lait de vache pour sa fabrication, ou un mélange plus ou moins égal entre le lait de vache et celui de brebis. Il bénéficie d'une appellation d'origine protégée (AOP) depuis 2008.

## Description
Il a la particularité de prendre plusieurs formes et d'être décoré de motifs rustiques, c'est la raison pour laquelle il existe plusieurs noms pour désigner le même fromage :
- deux cônes accolés par la base (forme classique),
- des cylindres, plus gros (appelé golka),
- en forme de cœur,
- ovale et assez plat,
- on voit maintenant l'apparition de lacets tressés.

L'oscypek est généralement fumé mais peut également se trouver « naturel ». Fumé, son goût rappelle celui du provolone piquant d'Italie. De consistance un peu élastique, il se mange chaud, cuit au barbecue, et on en trouve dans les rues des grandes villes, par exemple lors du marché de Pâques à Cracovie où il peut être servi avec de la confiture de canneberges, mêlant le sucré et le salé. Il est disponible également sous vide dans les supermarchés.
L'oscypek mesure généralement entre 17 et 23 cm, avec un poids moyen de 600 à 800 g. Il est composé d'au moins 60 % de lait de brebis et ne peut être produit qu'entre la fin avril et le début octobre, lorsque les brebis se nourrissent d'herbe fraîche. Tout autre fromage ne répondant à ces critères est vendu en tant que serki góralskie.
Les résidus de sa fabrication résultent en un autre fromage de la région, le redykolka.

## Fabrication
Le lait cru subit une mâturation à froid puis à chaud dans une cuve en bois appelée puciera (la cuve et les outils en bois permettent de conserver un microbiote particulier). Il est ensuite caillé à la présure jusqu'à former une sorte de cottage cheese qui est ensuite plusieurs fois rincé à l'eau bouillante (ce qui équivaut selon la terminologie française à une demi-cuisson) et essoré. On lui donne alors sa forme par pressage manuel, puisque ce fromage a la particularité d'être décoré. Les fromages sont alors placés dans un tonneau rempli de sel pendant une nuit ou deux, après quoi ils sont entreposés dans une cabane spéciale et fumés pendant 14 jours.

## Histoire
L'oscypek aurait été introduit par les valaques en provenance des Balkans vers le XIIIe siècle. Son nom aurait dérivé du mot scypać (« fendre », « pincement » ou « pétrissage »).
La plus ancienne référence à une production de ce fromage date du xve siècle[réf. nécessaire], dans les montagnes des Tatras, et plus exactement d'un document du village d'Ochotnica datant de 1416. La plus ancienne recette trouvée date de 1748 et provient de la région de Żywiec.
La production d'un fromage « pressé à la main » et fumé est décrite par Columelle, agronome romain, au premier siècle de notre ère.
Avant que ne soit votée l'union de la Pologne à l'Europe, certains euro-sceptiques polonais[Qui ?] prédisaient l'interdiction de la fabrication de ces fromages, sous prétexte qu'ils sont faits de lait cru, et non de lait pasteurisé ; la prédiction s'est avérée infondée.